# 机场南站 (济南地铁)
机场南站是济南轨道交通3号线的地铁车站，是其北侧终点站，位于中华人民共和国山东省济南市历城区临港街道济南遥墙国际机场T1航站楼西侧停车场地下，2024年11月22日投入运营。

## 运营
车站首末班车时间为每日6:00至22:00。每日22:00以后，推出“大站快车”服务，开行4列由机场南站发往龙洞站方向的列车，沿途在济南东站、王舍人站、八涧堡站、丁家庄站、奥体中心站、龙洞站6个车站停站。本站和济南东站乘客可进站乘车，其他车站只下不上。发车时间分别为22:15、22:30、22:50、23:10。

## 出入口
车站共设置2个出入口。
| 編號                  | 指示                 |
| --------------------- | -------------------- |
| 出口 · B · 升降机标志 | 遥墙机场T1航站楼西侧 |
| 出口 · C              | 遥墙机场P1停车场内   |
| 註： 設有             |                      |

### 临近地点
- 济南遥墙国际机场T1航站楼